# Dzielnica (Czerniewice)
Pour les articles homonymes, voir Dzielnica.
Dzielnica est une localité polonaise de la gmina de Czerniewice, située dans le powiat de Tomaszów Mazowiecki en voïvodie de Łódź.